# Hoste (Frankrijk)
Hoste (Duits: Host) is een gemeente in het Franse departement Moselle (regio Grand Est) en telt 673 inwoners (2005). De gemeente maakt deel uit van het arrondissement Forbach-Boulay-Moselle.

## Geografie
De oppervlakte van Hoste bedraagt 9,6 km², de bevolkingsdichtheid is 70,1 inwoners per km².
De onderstaande kaart toont de ligging van Hoste (Frankrijk) met de belangrijkste infrastructuur en aangrenzende gemeenten.

## Demografie
Onderstaande figuur toont het verloop van het inwonertal (bron: INSEE-tellingen).